# Сибирски държавен аерокосмически университет
Сибирският държавен аерокосмически университет „Академик Михаил Фьодорович Решетньов“ (на руски: Сибирский государственный аэрокосмический университет имени академика Михаила Фёдоровича Решетнёва), известен и като СибДАУ (или на руски СибГАУ) е висше училище в Красноярск, Русия.
Университетът от основаването си мени своето наименование:
- 1960 г. – Завод-ВТУЗ (филиал на Красноярския политехнически институт);
- 1989 г. – Красноярски институт по космическа техника;
- 1992 г. – Сибирска аерокосмическа академия;
- 2002 г. – Сибирски държавен аерокосмически университет „Академик М. Ф. Решетньов“.

Днес университетът има 11,5 хиляди студенти и 350 аспиранти и докторанти в следните области: инженеринг, авиация, митници, икономика и финанси.